# سنجاب
سَنجاب‌ها جانورانی از راستهٔ جوندگان و خانوادهٔ سنجابان (Sciuridae) هستند. سنجاب‌ها به‌طور طبیعی در قاره‌های آسیا، آمریکا، اروپا و آفریقا پراکندگی داشته و به صورت غیرطبیعی و توسط انسان، به طبیعت استرالیا و اقیانوسیه نیز وارد شده‌است.

## واژه‌شناسی
واژهٔ سنجاب فارسی است و در زبان پارسی میانه سنچاپ نامیده می‌شده‌است. این واژه به زبان‌های عربی و ترکی هم راه یافته و در زبان ترکی «sincap» و در زبان عربی «السنجاب» نامیده می‌شود.
برخی افراد به آن «خز موش» و «موش خرما» نیز می‌گویند که واژه موش خرما به غلط بر این حیوان اطلاق شده‌است و به نظر می‌رسد که واژه خز موش واژه‌ای اصیل و فارسی است که در دوره قبل از اسلام، بر این جانور اطلاق می‌شده‌است. در گذشته‌های دور صید سنجاب در سرزمین خوارزم و جمهوری آذربایجان که بخشی از ایران بوده رایج و متداول بوده‌است و پوست‌های سنجاب خزری و خوارزمی از شهرت خوبی برخوردار بوده‌است.
نام دیگر سنجاب در فارسی وَروَره است که ریشه آن به ریشه هندواروپایی ‎*(o)wer-‏ برمی‌گردد.

## ویژگی‌ها
سنجاب‌ها اندازه‌های متنوعی دارند اما به‌طور کلی جانوران کوچکی هستند. سنجاب کوتوله ژاپنی بین ۱۰ تا ۱۴ سانتی‌متر طول و تنها ۱۲ تا ۲۶ گرم وزن دارد. با این وجود برخی از گونه‌ها اندازه‌های بزرگ‌تری دارند. سنجاب پرنده غول‌پیکر بوتان تا ۱۲۷ سانتی‌متر رشد می‌کند و همچنین برخی از مارموت‌ها وزنی معادل ۸ کیلوگرم یا بیشتر دارند. سنجاب‌ها عموماً دارای بدنی لاغر و کشیده، دُمی پُر از مو و موهایی نرم و چشمانی درشت هستند. طول پاهای عقبی در بیشتر گونه‌ها بلندتر بوده و تمامی گونه‌ها دارای چهار یا پنج انگشت در هر یک از پنجه‌ها هستند.
سنجاب‌ها به جز مناطق قطبی و صحراهای بسیار خشک تقریباً در هر اقلیم و منطقه‌ای در جهان یافت می‌شوند. این جانوران به‌طور کلی گیاهخوار بوده و از دانه‌ها و میوه‌ها و سایر بخش‌های گیاهان تغذیه می‌کنند. البته در برخی از موارد نیز مشاهده شده که سنجاب‌ها از حشرات و مهره‌داران کوچک نیز تغذیه می‌کنند. معمولاً تعداد زیادی از نوزادان سنجاب‌ها پیش از رسیدن به سن بلوغ می‌میرند. گفته می‌شود طول عمر سنجاب‌ها در طبیعت بین ۵ تا ۱۰ سال و در شرایط اسارت تا ۲۰ سال زندگی می‌کنند.

## طبقه‌بندی

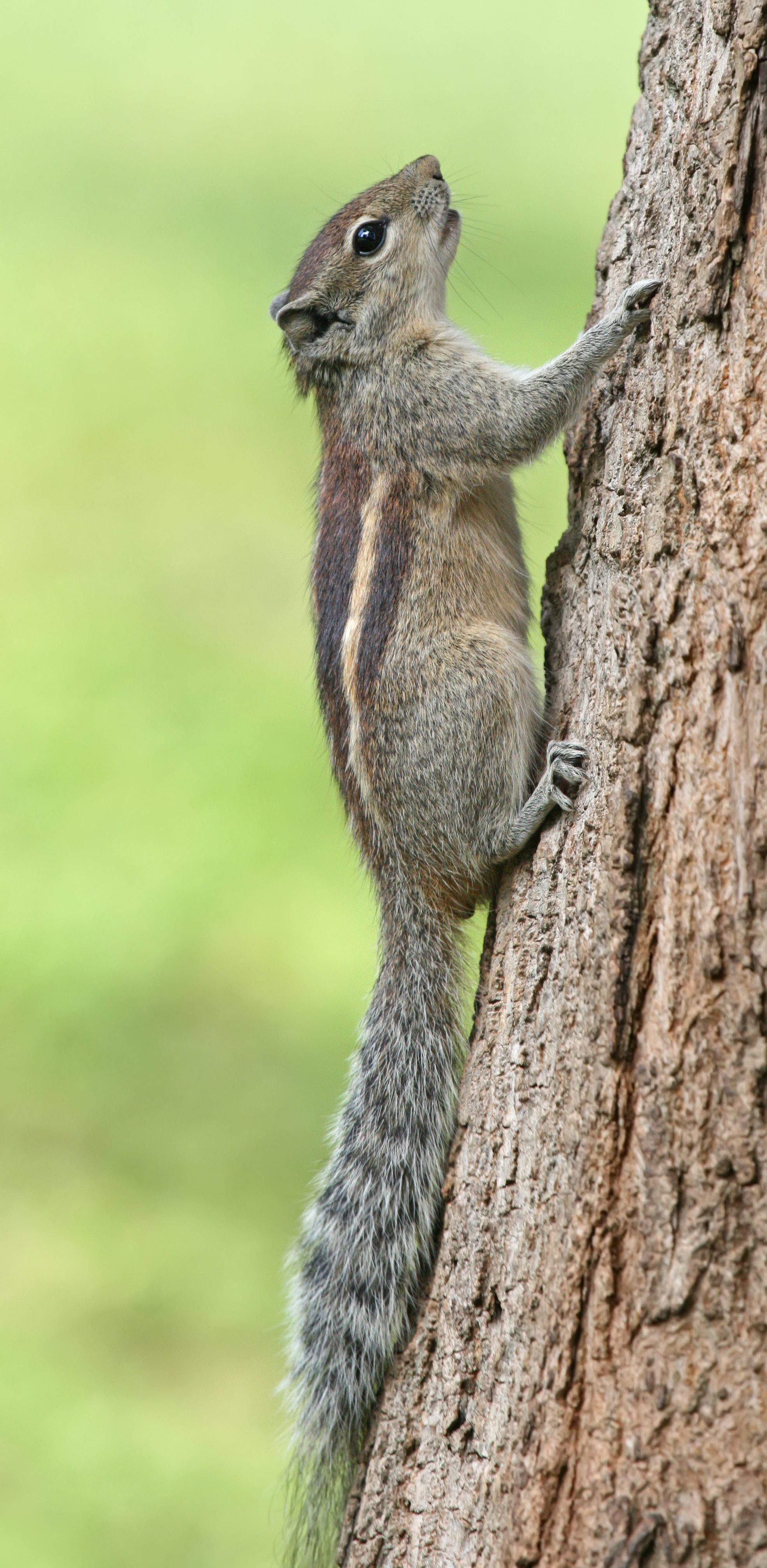
یک سنجاب نخلی هندی، بنگلور، هند

سنجاب‌ها در سال ۱۸۱۷ میلادی توسط دانشمند آلمانی فیشر ون والدهایم در طبقه‌بندی علمی قرار گرفتند. خانوادهٔ سنجاب‌ها دارای پنج زیرخانواده، ۵۸ سرده و ۲۸۵ گونه است.
- زیرخانواده سنجاب غول‌پیکر: این زیر خانواده دارای یک سرده و چهار گونه است.
- زیرخانواده سنجاب‌های کوتوله: این زیرخانواده دارای یک سرده و یک گونه است.
- زیر خانواده سنجابیان: این زیرخانواده دارای دو تبار می‌باشد.

○ تبار Sciurini یا سنجاب‌های درختی که شامل ۵ سرده و ۳۸ گونه است.
○ تبار Pteromyini یا سنجاب پرنده که شامل ۱۵ سرده و ۴۵ گونه است.
- زیرخانواده زیباسنجابیان: این زیرخانواده دارای دو تبار می‌باشد.

○ تبار Callosciurini شامل ۱۳ سرده و ۶۰ گونه است.
○ تبار Funambulini یا سنجاب نخلی شامل یک سرده و ۵ گونه است.
- زیرخانواده خشکی‌سنجابیان: این زیرخانواده دارای ۳ تبار می‌باشد.

○ تبار Xerini یا خشکی‌سنجاب‌ها شامل ۳ سرده و ۶ گونه است.
○ تبار Protoxerini یا سنجاب درختی آفریقایی شامل ۶ سرده و ۵۰ گونه است.
○ تبار Marmotini یا سنجاب زمینی شامل ۶ سرده و حدود ۹۰ گونه است.

## زادآوری

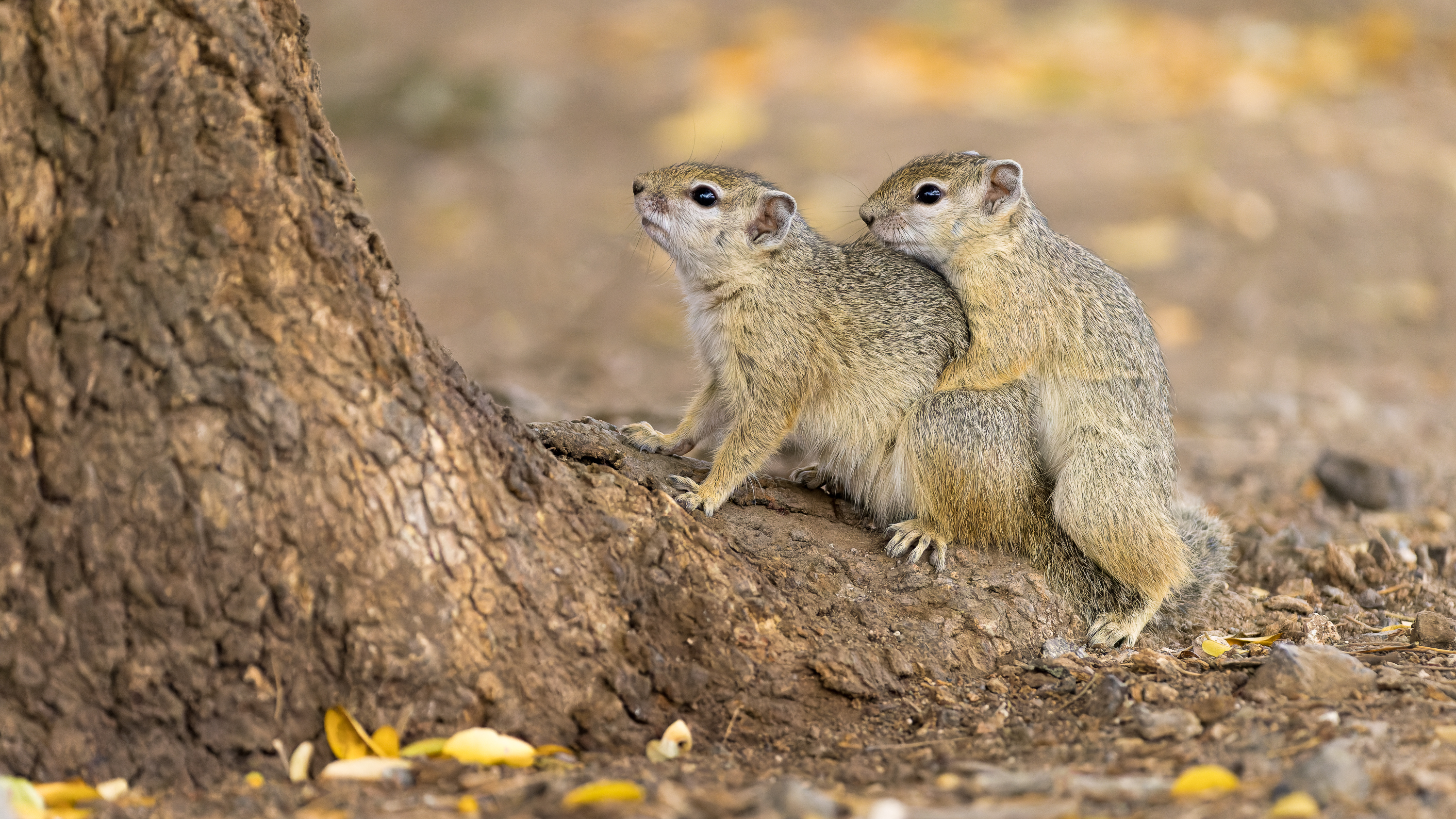
جفت‌گیری سنجاب‌ها

سنجاب‌ها معمولاً دو مرتبه در سال جفت‌گیری و تولید مثل می‌کنند. یکی اواخر زمستان که دمای هوا رو به اعتدال می‌رود و دیگری اوایل بهار قبل از این که هوا گرم شود. در واقع می‌توان گفت که بهار مناسب‌ترین فصل برای این امر است که ایده‌آل‌ترین دما را داراست.
سنجاب‌ها بیشترین فعالیت را دراواخر زمستان دارند، وقتی که فصل جفتگیری فرا می‌رسد، نرها به دنبال ماده‌ها می‌افتند، وقتی
که دنبال کردن به پایان می‌رسد زمان عشقبازی شروع می‌شود. مراسم دنبال کردن، بر روی درختان با سرعت بالا اتفاق می‌افتد.
حاملگی سنجاب ۳۰ تا ۴۵ روز طول می‌کشد. مدت زمان بارداری در گونه‌های کوچک ۳۳ روز و در گونه‌های بزرگتر مانند سنجاب طوسی و نوع روباهی آن بالای ۶۰ روز طول می‌کشد.
سنجاب‌ها در هر مرتبه ۳ تا ۵ بچه به دنیا می‌آورند. بچه‌ها با بدنی عاری از مو و با چشم و گوش بسته به دنیا می‌آیند. در ۱۵ روزگی بدن آن‌ها مو درمی‌آورد و در ۲۵ تا ۳۰ روزگی چشم باز می‌کنند. همچنین تا ۸ الی ۱۰ هفتگی از شیر مادر تغذیه می‌کنند. تولید مثل سنجاب‌ها از نوع جنسی و لقاح آن‌ها داخلی است.

## ارتباطات سنجاب‌ها

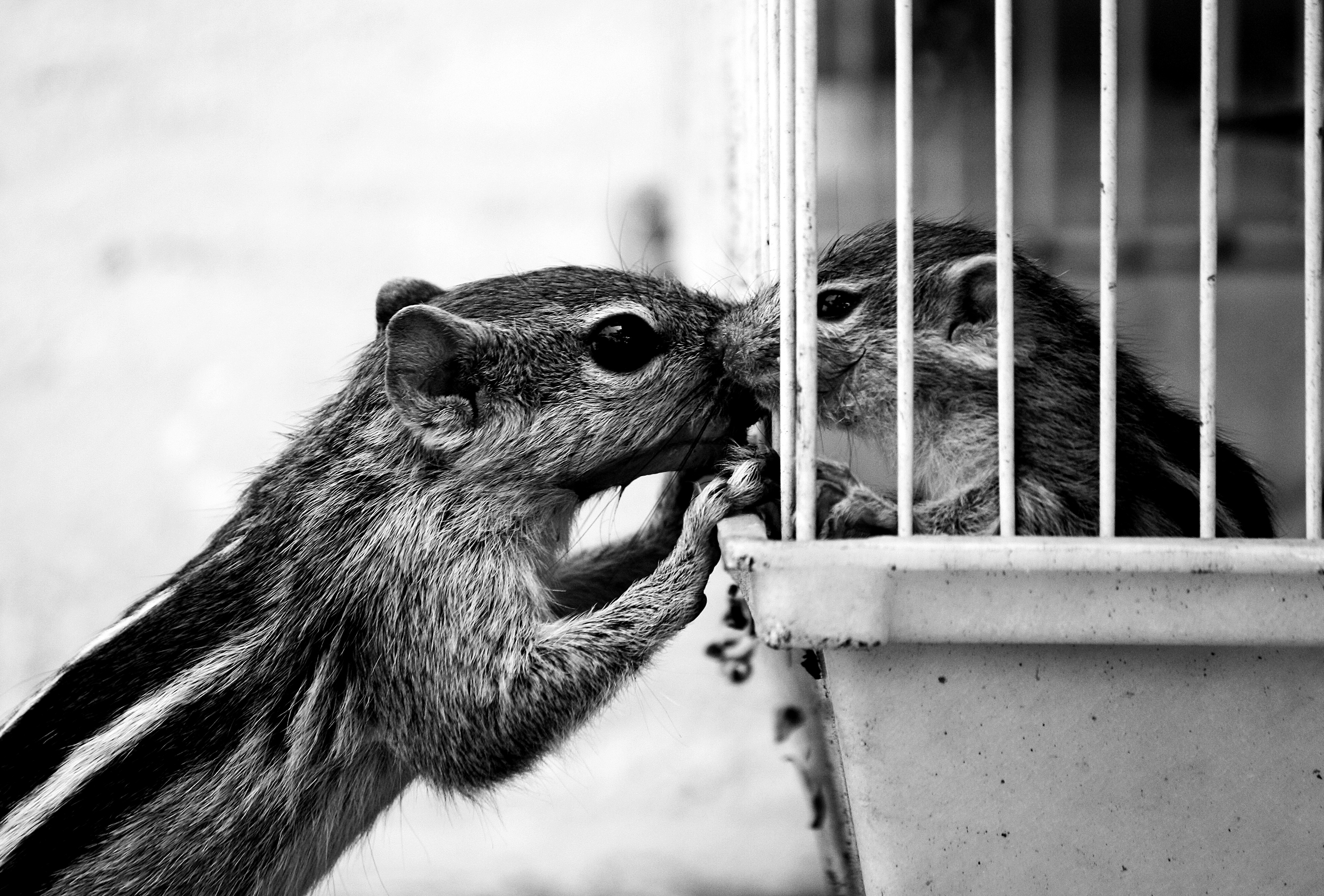
ارتباط سنجاب مادر و فرزندش

پژوهشگران در بررسی‌های خود بر روی نوع خاصی از سنجاب‌ها (سگ دشتی) دریافتند، این جانوران در برخورد با موجودات مختلف، صداهای متفاوتی از خود تولید می‌کنند.
پروفسور کان اسلوبودچیکوف (Slobodchikoff) می‌گوید که صدای جیغ سگ‌های دشتی فرم پیچیده‌ای از ارتباط است که حداقل حاوی ۱۰۰ لغت است (و این پیچیده‌ترین زبان شناخته شده در حیوانات است)
حتی جیغ‌های کوتاه آنها نیز اطلاعات زیادی دربردارد. آنها می‌توانند جزئیات مربوط به افرادی که از مقابلشان عبور می‌کنند، همچون اندازه، رنگ و سرعت حرکت آنها را توصیف کنند. همچنین می‌توانند به راحتی تشخیص دهند حیوانی که از راه دور می‌آید، گرگ است یا سگ؛ و نیز قدرت تشخیص چند نوع مختلف از پرندگان را دارند.
اسلوبودچیکوف و شاگردانش صدای این جوندگان را به هنگام مواجه با یک انسان، شاهین، سگ و گرگ ضبط کردند و فرکانس و لحن آنها را تحلیل کردند. دانشمندان متوجه شدند که در هر مورد صدای این جونده با بقیه موارد تفاوت دارد.
این مطالعه نشان داد که آنها قابلیت تشخیص رنگ‌ها را نیز دارند، شخصی چندین بار از مقابل این موجودات عبور کرد و هر بار رنگ لباسش را تغییر داد. صدای جیغ سنجاب‌ها هر بار با تغییر رنگ لباس فرد عوض می‌شد. شاید برای توضیح آوای سنجاب‌ها در مواجه با انسان‌ها بتوان از این توصیف استفاده کرد که یک سنجاب به جانور دیگر می‌گوید: مرد قد بلند با لباس آبی آمد یا مرد قد کوتاه با لباس زرد آمد.

## نگارخانه

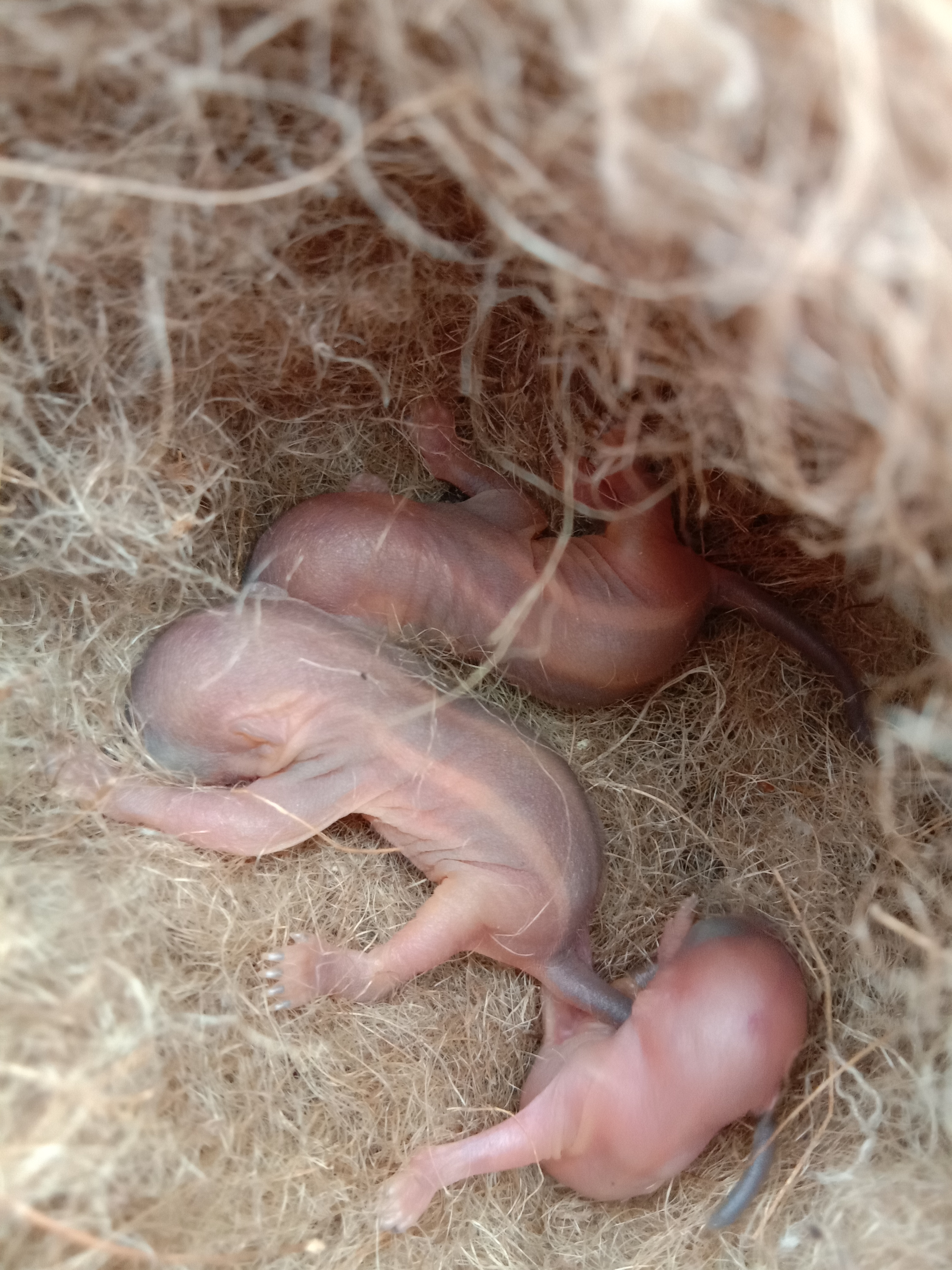
سنجاب‌های تازه متولدشده
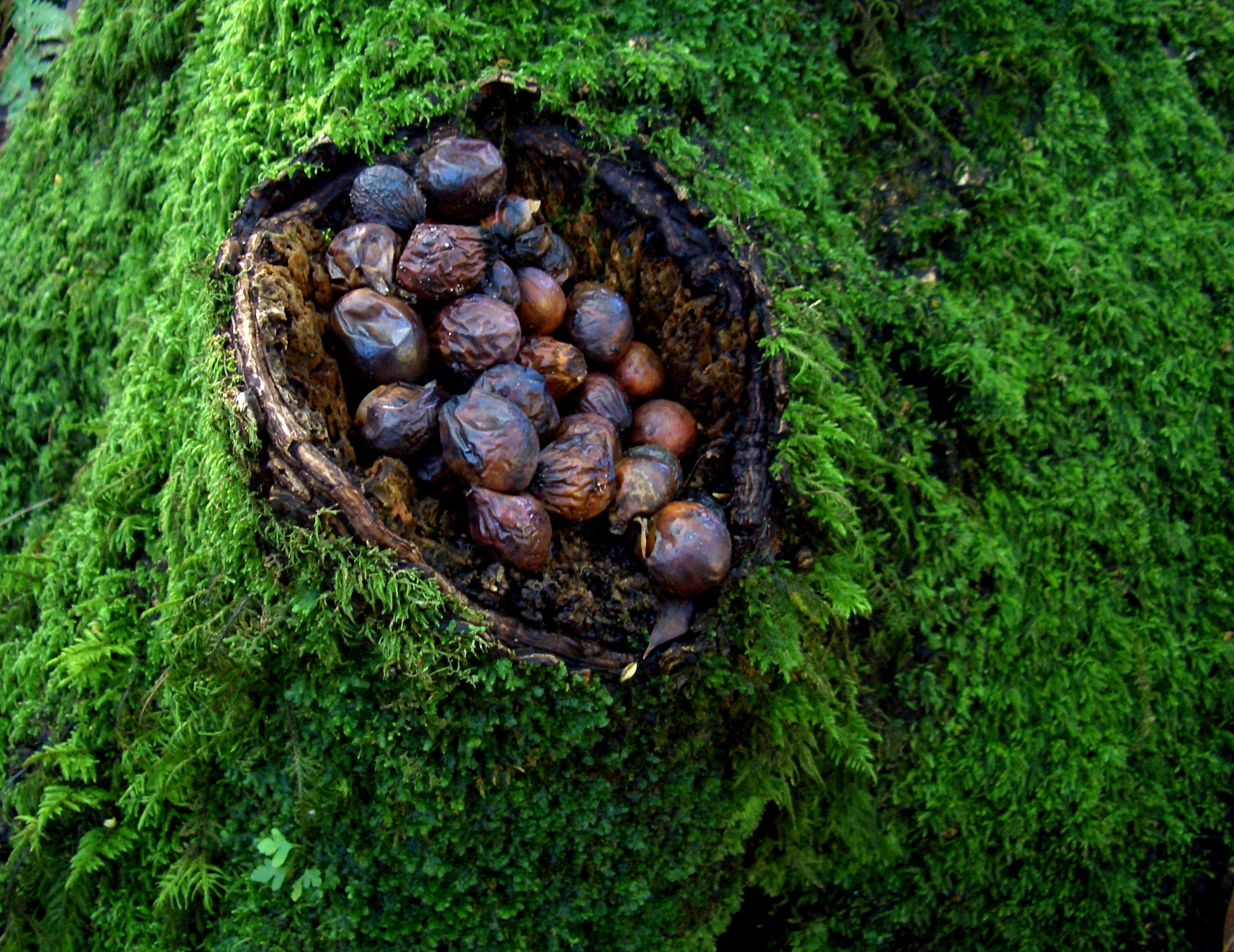
یک مخزن غذای سنجاب
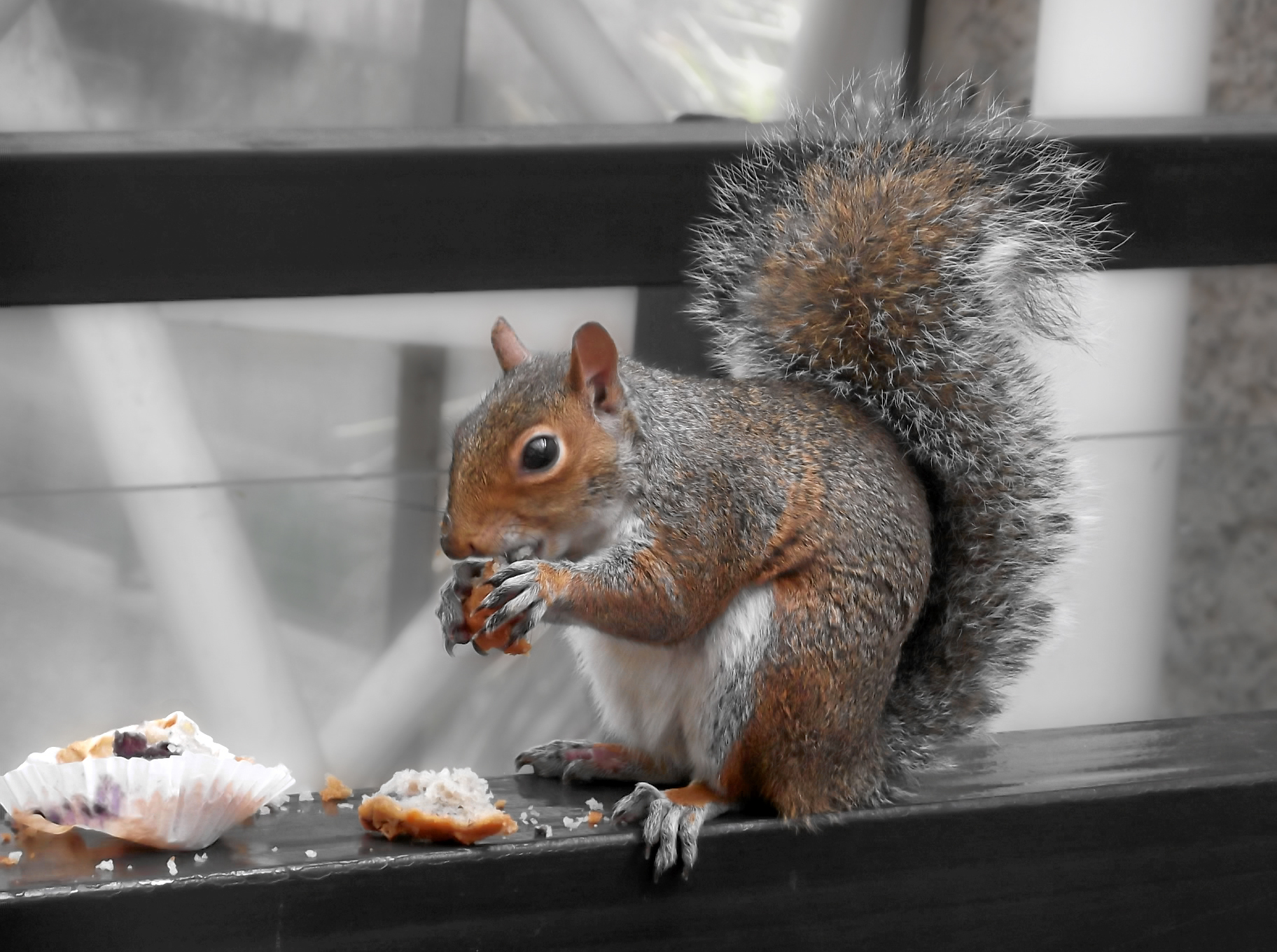
سنجاب درحال خوردن شیرینی (غذای مضر)
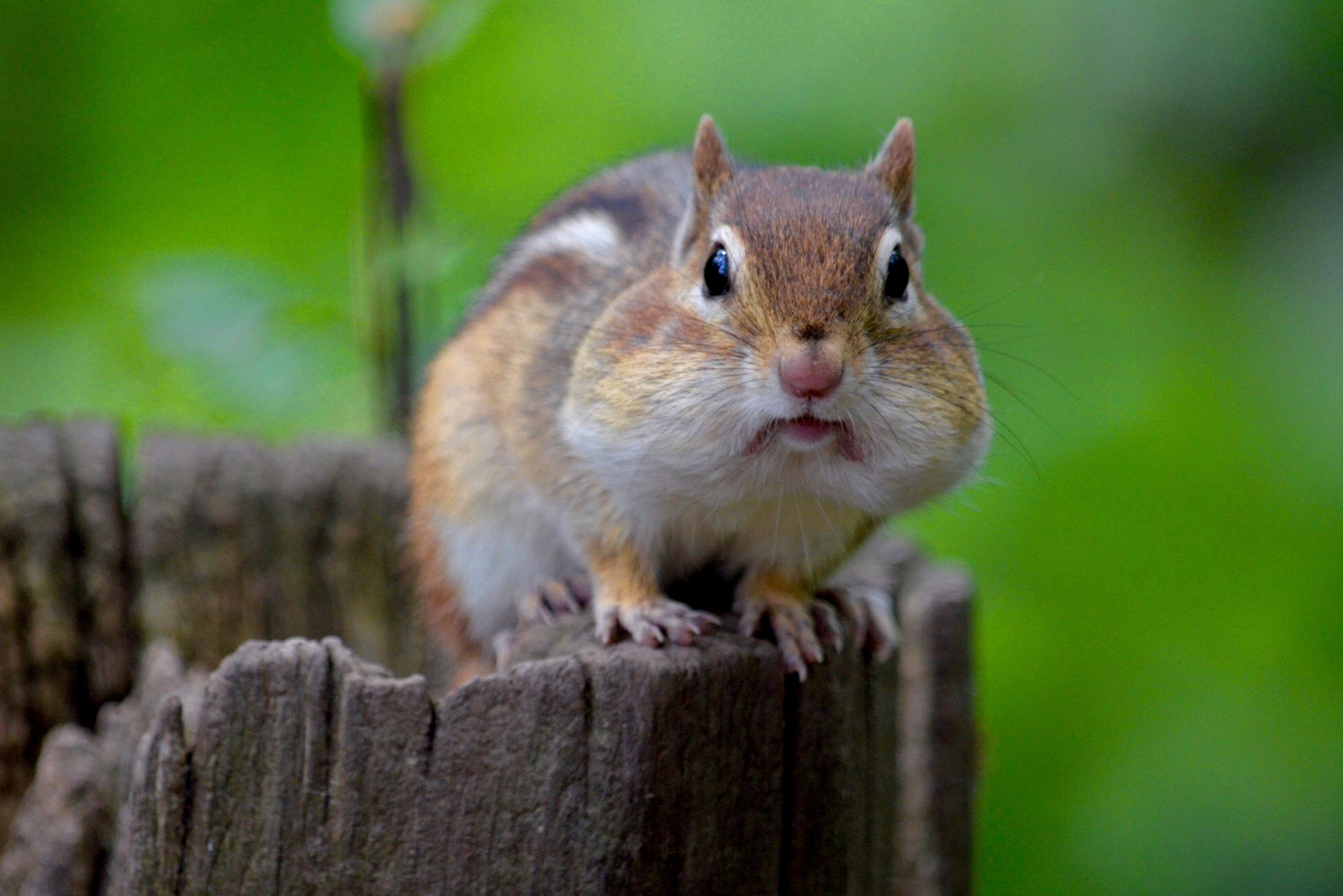
لپ‌های کیسه گونه سنجاب
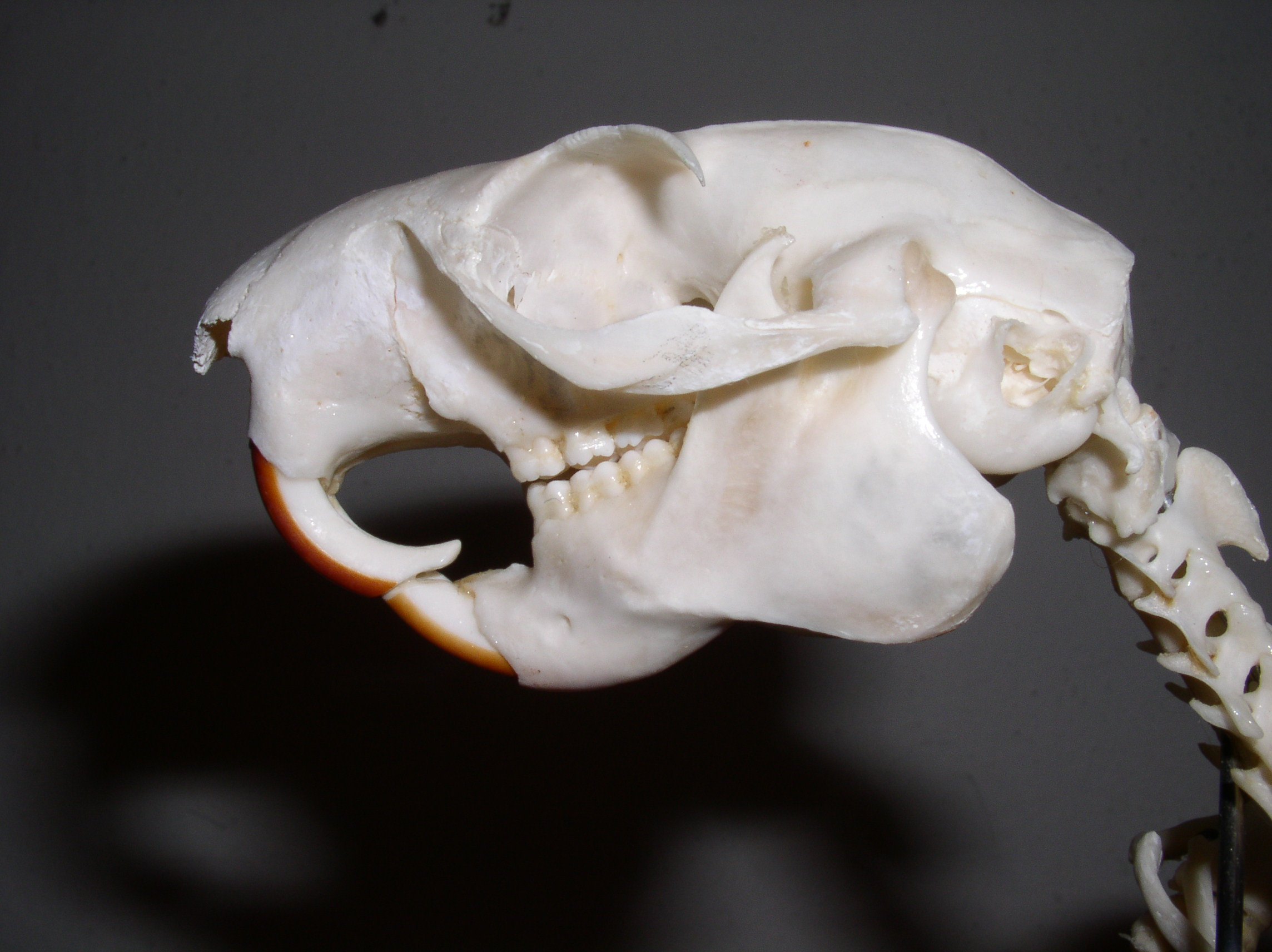
جمجمه سنجاب
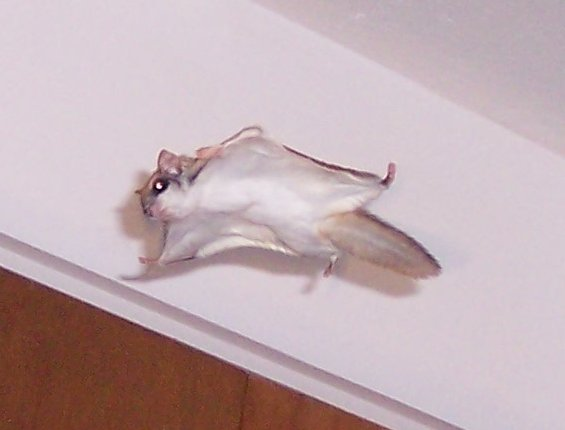
سنجاب پرنده